# Varieta (matematika)
V matematice je varieta topologický prostor, který je lokálně podobný obecně n-rozměrnému Euklidovskému prostoru, a jsou na něm obvykle definovány tečné vektory. Obvykle se pod slovem varieta rozumí hladká varieta, na rozdíl od algebraické variety.
Příkladem jednorozměrné variety je například kružnice – lokálně je podobná jednorozměrnému Euklidovskému prostoru – přímce, ale její topologie je jiná. Kružnici jako varietu označujeme jako {\displaystyle \scriptstyle \mathbb {S} _{}^{1}}. Obdobně např. povrch koule {\displaystyle \scriptstyle (\mathbb {S} ^{2})} nebo povrch toru {\displaystyle \scriptstyle (\mathbb {T} ^{2})} jsou příklady dvojrozměrných variet.
Na varietách často zavádíme dodatečné struktury, které prostá varieta nutně neobsahuje. Příkladem jsou např. míry, díky nimž můžeme používat integrální počet, Riemannovské variety, na nichž jsou definovány vzdálenosti, úhly, křivost, apod., nebo pseudo-Riemannovské variety, které modelují časoprostor v teorii relativity.

## Formální definice
Jeden z možných způsobů zavedení variet je skrz tzv. mapy a atlasy. Atlasem nazveme množinu funkcí (map) {\displaystyle \scriptstyle f_{i}:V_{i}\to \mathbb {R} ^{n}}, takových, že:
1. {\displaystyle V_{i}} jsou otevřené množiny z Hausdorffova separabilního prostoru M, které pokrývají celé {\displaystyle M}.
2. {\displaystyle \scriptstyle \,f_{i}} jsou homeomorfizmy {\displaystyle V_{i}} na otevřenou množinu v {\displaystyle \scriptstyle \mathbb {R} ^{n}}.
3. {\displaystyle \scriptstyle f_{i}\circ f_{j}^{-1}} (tzv. přechodové funkce) mají na {\displaystyle \scriptstyle f_{j}(V_{i}\cap V_{j})} spojité parciální derivace do řádu {\displaystyle k}.

{\displaystyle C^{k}}-varieta je pak definována jako topologický prostor M spolu s daným atlasem.
Tato struktura umožňuje derivovat funkce ve směru křivek (mapy problém přenesou do {\displaystyle \mathbb {R} ^{n}}) a definovat tečný prostor v každém bodě variety.
Pokud {\displaystyle k=\infty }, mluvíme o hladké varietě. Dá se dokázat, že každá {\displaystyle C^{k}}varieta pro {\displaystyle k\geq 1} už je hladká. Hladká varieta se někdy také nazývá diferencovatelná varieta. Pokud místo {\displaystyle \mathbb {R} ^{n}}máme mapy do {\displaystyle \mathbb {C} ^{n}}a přechodové funkce jsou holomorfní, mluvíme o komplexní varietě. Pokud přechodové funkce jsou analytické funkce, mluvíme o analytické varietě. Pokud přechodové funkce jsou pouze spojité, mluvíme o topologické varietě (na ní tečné vektory nejsou definovány).

## Příklad
Uvažujme sféru {\displaystyle \scriptstyle S^{n}=\{x\in \mathbb {R} ^{n+1},\,|x|=1\}}. Sféru rozdělme na dvě podmnožiny, {\displaystyle \scriptstyle U:=S^{n}-\{(0,\ldots ,0,1)\}} a
{\displaystyle \scriptstyle V:=S^{n}-\{(0,\ldots ,0,-1)\}} (jedná se o sféru bez jižního resp. severního pólu). Definujme atlas pozůstávající z dvou map (tzv. stereografická projekce):
{\displaystyle f_{1}:U\to \mathbb {R} ^{n},\quad x\mapsto (x_{1}/(1-x_{n+1}),\ldots ,x_{n}/(1-x_{n+1}))}
{\displaystyle f_{2}:V\to \mathbb {R} ^{n},\quad x\mapsto (x_{1}/(1+x_{n+1}),\ldots ,x_{n}/(1+x_{n+1}))}
Přechodová funkce je pak kulová inverze {\displaystyle \scriptstyle f_{1}f_{2}^{-1}:\mathbb {R} ^{n}-\{0\}\to \mathbb {R} ^{n}-\{0\},\quad x\mapsto x/|x|^{2}}. Jedná se o hladkou funkci, proto sféra s tímto atlasem tvoří hladkou varietu.
Ve speciálním případě dvourozměrné sféry (povrch třírozměrné koule) můžeme navíc ztotožnit {\displaystyle \scriptstyle \mathbb {R} ^{2}\simeq \mathbb {C} }. Pokud změníme u mapy {\displaystyle f_{1}} znaménko, bude přechodová funkce {\displaystyle \scriptstyle x\mapsto -x/|x|^{2}} po ztotožnění s komplexními čísly jenom komplexní funkce {\displaystyle \scriptstyle f(z)=1/z}, což je holomorfní funkce z {\displaystyle \scriptstyle \mathbb {C} -\{0\}\to \mathbb {C} -\{0\}} – sféra {\displaystyle S^{2}} je tedy komplexní varieta (změnou znaménka jsme docílili toho, aby přechodová funkce byla holomorfní. Kruhová inverze je totiž antiholomorfní).
Poznamenejme, že jediné sféry, které jsou komplexní variety, jsou {\displaystyle S^{2}} a možná {\displaystyle S^{6}}. U {\displaystyle S^{6}} jde o otevřený problém, u jiných sfér je dokázáno, že komplexní strukturu nepřipouští.

## Typy variet

### Lineární varieta
Lineární varieta je konvexní podmnožina reálného vektorového podprostoru {\displaystyle \mathbb {R} ^{n}}, kde mapy jsou inkluze. Lineární varietou může být např. bod, přímka, rovina, nadrovina nebo také jejich otevřené konvexní podmnožiny.

### Algebraická varieta
Algebraická varieta není zahrnuta ve výše uvedené definici, jedná se o mírně odlišný objekt.
Definuje se jako množina všech řešení soustavy polynomiálních rovnic v n proměnných nad libovolným tělesem. Někdy se navíc takovéto množiny "lepí" k sobě pomocí map a atlasu popsaného výše, s podmínkou, aby přechodové funkce byly racionální funkce.
Algebraická varieta je přirozeně vybavena tzv. zariského topologií, která je odlišná od běžné euklidovské topologie (dokonce není hausdorffova).
Studium algebraických variet je důležitou součástí algebraické geometrie.

### Lieova grupa
Lieova grupa je varieta, která má rovněž strukturu grupy. Operace grupy zde mají zároveň vlastnosti hladkých map a definují tedy varietu. Příkladem Lieovy grupy jsou např. grupa rotací, nebo Lorentzova grupa.

### Riemannovská varieta
Riemannovská varieta je diferencovatelná varieta, jejíž každý tečný prostor je vybaven navíc skalárním součinem 〈⋅,⋅〉 definovaným tak, že se mezi jednotlivými body variety mění hladce. Skrz něj lze pak na varietě definovat dodatečné struktury, jako úhel, povrch či objem, křivost, gradient či divergenci vektorových polí apod.

### Pseudo-Riemannovská varieta
Pseudo-Riemannovská varieta je diferencovatelná varieta s, jejíž tečný prostor je vybaven regulární formou (pro jednoduchost jí také říkáme metrika), která není definitní. Jedním z použití pseudo-Riemannovských variet je v obecné teorii relativity, kde vektory, jejichž skalární součin sama se sebou je kladný, míří ve směru prostoru, zatímco vektory, jejichž skalární součin sama se sebou je záporný, míří ve směru času. Zvláštním případem pseudo-Riemannovských variet je tzv. Lorentzovská varieta, která má signaturu metriky {\displaystyle (1,n-1)}, resp. {\displaystyle (n-1,1)}.

### Symplektická varieta
Symplektická varieta je diferencovatelná varieta, jejíž každý tečný prostor je vybaven navíc antisymetrickou regulární diferenciální 2-formou {\displaystyle \omega }, pro kterou {\displaystyle d\omega =0}.

### Einsteinovská varieta
Einsteinovská varieta je Riemannovská varieta, pro kterou platí, že její Ricciho tenzor je násobek metriky.

### Kahlerovská varieta
Kahlerovská varieta je komplexní varieta, která je současně symplektickou varietou a obě struktury jsou vzájemně kompatibilní ({\displaystyle \omega (X,Y)=g(JX,Y)}, kde g je metrika, {\displaystyle \omega } symplektická forma, {\displaystyle J} komplexní struktura).